# Dolichopus siculus
Dolichopus siculus är en tvåvingeart som beskrevs av Friedrich Hermann Loew 1859. Dolichopus siculus ingår i släktet Dolichopus och familjen styltflugor. Inga underarter finns listade i Catalogue of Life.